# Te Kapa (rivière)
La rivière Te Kapa (en anglais : Te Kapa River)  est un cours d’eau de la région d’ Auckland dans l’Île du Nord de la Nouvelle-Zélande.

## Géographie
Elle s’écoule vers l’est dans le fleuve Mahurangi Harbour à partir de sa source située au nord de la ville de Puhoi.

## Liens Externes
- Photograph of Te Kapa River disponible dans la collection de l'héritage de la bibliothèque d'Auckland.

- New Zealand Gazetteer